# Nemognatha quinquemaculata
Nemognatha quinquemaculata – gatunek chrząszcza z rodziny oleicowatych.
Gatunek ten opisany został po raz pierwszy w 1835 roku przez Christiana W.L.E. Suffrian.
Chrząszcz o wydłużonym ciele długości od 7 do 8 mm. Głowa jest żółta do pomarańczowej, o prawie tak szerokiej jak długiej wardze górnej, a skroniach krótszych niż szerokość oka. Czułki są oprócz członu pierwszego i drugiego czarne do czarnobrązowych. Głaszczki szczękowe są wydłużone, równolegle ustawione, a żuwki zewnętrzne silnie, ryjkowato wydłużone i w spoczynku zakrzywione pod ciało. Przedplecze jest żółte do pomarańczowego z czarną kropką na dysku. Pokrywy są nieskrócone, lekko ku tyłowi zwężone, o lekko rozbieżnych wierzchołkach, ubarwione żółto lub pomarańczowo z dwiema parami okrągłych, czarnych kropek. Spód tułowia jest częściowo zaczerniony.
Owad palearktyczny, znany z Maroka, Egiptu, Arabii Saudyjskiej oraz Iranu.